# Plebejus insularis
Plebejus insularis är en fjärilsart som beskrevs av John Henry Leech 1893. Plebejus insularis ingår i släktet Plebejus och familjen juvelvingar. Inga underarter finns listade i Catalogue of Life.